# Tunapuna
Tunapuna (ⓘ) is een stad in Trinidad en Tobago en is de hoofdplaats van de regio Tunapuna - Piarco.
Tunapuna telt naar schatting 19.000 inwoners.

## Geboren
- Winifred Atwell (1914-1983), pianiste
- Stern John (1976), voetballer